# Лёвин, Андрей Александрович
Андре́й Алекса́ндрович Лёвин (род. 11 июля 1981, Ленинград, СССР) — российский актёр дубляжа, театра и кино.

## Биография

### Ранние годы
Андрей Лёвин родился 11 июля 1981 года в Ленинграде в семье филологов.
Окончив школу, поступил в Санкт-Петербургскую государственную театральную академию, где учился в классе профессора И. Р. Штокбанта до 2003 года.

### Карьера
Примерно в это же время стал заниматься закадровым чтением текстов для рекламных роликов различных радиостанций («Хит FM», «Европа Плюс», «Радио Maximum»). После знакомства с начинающей актрисой озвучивания Ксенией Бржезовской, также работавшей для радио, попал на студию дубляжа «Невафильм». Его первой работой стала роль Шайи Лабафа в фильме 2003 года «Клад», которую он озвучивал под руководством режиссёра Людмилы Акимовны Демьяненко.
В настоящее время продолжает работу в Санкт-Петербургском театре «Буфф» в качестве актёра, озвучивает и дублирует фильмы и телесериалы, играет в кино.
Лауреат Второго Санкт-Петербургского открытого конкурса артистов эстрады. Номинант Высшей театральной премии Санкт-Петербурга «Золотой софит».

### Личная жизнь
Женат на Ксении Лёвиной. Есть дочь Агата и сын Тимофей.

## Работы

### Театр
- «Королевы глянца»
- «Примадонны» — по пьесе Кена Людвига
- «Любовь без границ» — А. И. Петрофф
- «Мандрагора» — Сиро
- «Генералы в юбках»
- «Казанова в России»
- «Авантюристка»
- «Распутник»
- «Репетиция на бис» — Шура Лямин
- «Небесный тихоход»
- «Одна ночь из жизни женщины»
- «Коломба»
- «Париж для двоих»
- «Маугли»
- «Остров сокровищ»
- «Искушение Жанны»
- «Волшебник Изумрудного города»
- «На глазах у женской береговой охраны»
- «Принц и мышиный король» — принц
- «Ах, кабаре!»
- «Джунгли»
- «Ревизор»
- «Кентервильское привидение»

### Кино
1. 2024 — Бит и Байт 2: Адские каникулы — Денис Алексеевич
2. 2023 — «Сансара» — экстрасенс
3. 2022 — «Катюша» — капитан НКВД Сенченко, особист
4. 2021 — «Бендер: Начало» — Лев Троцкий
5. 2021 — «МУР-МУР» — Влас
6. 2020 — «Серебряные коньки» — лекарь
7. 2020 — «Северная звезда» — Леонид Кочевников, тележурналист
8. 2020 — «Шерлок в России» — Фадей Лукич Паршин
9. 2019 — «Гоголь» — Август Гофман
10. 2019 — «Забывая обо всём» — Долгополов
11. 2018 — «Пять минут тишины. Возвращение»
12. 2017 — «Лачуга должника» — судья
13. 2017 — «Хождение по мукам» — Никанор Куличек
14. 2017 — «Крылья империи» — Игорь Сикорский
15. 2017 — «Выжить любой ценой» — Чудинов
16. 2017 — «Невский. Проверка на прочность» — кадровик ОМВД «Центральный»
17. 2017 — «Что и требовалось доказать»
18. 2016 — «Мажор 2» — Сергей Ушаков
19. 2016 — «Апперкот для Гитлера» — Вальтер Шлосс
20. 2016 — «Диггеры» — диггер
21. 2016 — «Улицы разбитых фонарей 16» — Зотов
22. 2015 — «Невский» — кадровик ОМВД «Центральный»
23. 2015 — «Молодая гвардия» — ефрейтор Левке, водитель Вильгельма
24. 2015 — «Великая» — голштинский офицер
25. 2014 — «Батальонъ» — Пауль
26. 2013—2014 — «Чужой» — Алексей Касимов, старший оперуполномоченный ОРБ
27. 2013 — «Одноклассницы» — Олег Евгеньевич, заказчик социальной рекламы
28. 2012—2013 — «Анекдоты» — разные персонажи в нескольких скетчах
29. 2010 — «Пятая группа крови» — журналист Алеша
30. 2009 — «Слово женщине» — Пантелеев
31. 2008 — «Эра Стрельца-2» — Савелий
32. 2008 — «Братья» — оператор Алексей
33. 2007 — «Мушкетёры Екатерины» — Густав
34. 2007 — «Преступление и наказание» — артельщик
35. 2007 — «Белая стрела»
36. 2006 — «Столыпин… Невыученные уроки» — Вноровский
37. 2006 — «Старые дела» — Феликс
38. 2006 — «Синдикат» — сотрудник ФСБ
39. 2006 — «Секретная служба Его Величества» — Клим
40. 2005 — «Фаворский» — помощник депутата
41. 2005 — «Фаворит»
42. 2005 — «Ментовские войны» — следователь Данилов
43. 2004 — «Чужое дежурство» — опер
44. 2003 — «Не ссорьтесь, девочки!» — журналист
45. 2000—2008 — «Тайны следствия» — Валерий Михайловский
46. 1998 — «Тоталитарный роман»

### Озвучивание
Озвучивание мультфильмов
1. «Уважаемые пассажиры» (2023)
2. «Три кота и море приключений» (2022) — Тенор
3. «Финник» (2022) — Джей Би
4. «Ангел Бэби» (2021) — Афанасий Никитин (38 серия)
5. «Панда и Крош» (2021) — робот Рори
6. «Белка и Стрелка: Карибская тайна» (2020) — медуза
7. «Урфин Джюс возвращается» (2019) — Тотошка
8. «Приключения Пети и Волка» (2018—н.в.) — Витя (папа Пети), Царь Горох, голова Змея Горыныча, второстепенные персонажи
9. «Пластилинки» (2018—2021) — Жёлтый Пончик
10. «Пиратская школа» (2018—2020) — Фитиль, Гарпун, Старпом
11. «Пчелография» (2018—н.в.) — КодКод, пчелы фанаты, курица музыкант, эльфы
12. «Монсики» (2018—н.в.) — Рей
13. «Дракоша Тоша» (2017—2020) — Тоша
14. «Урфин Джюс и его деревянные солдаты» (2017) — Тотошка
15. «Синдбад: Пираты семи штормов» (2016) — Синдбад
16. «Иван Царевич и Серый Волк 2» (2013) — богатыри
17. «Летающие звери» (2012—2018) — пёс Хосе[2]
18. «Смешарики. Пин-код» (2011—2018) — рассказчик в 1 и 2 сезонах, цыплёнок Петя, разные персонажи
19. «Смешарики. Начало» (2011) — новостник-лис, ящер-охранник, сотрудник полиции
20. «Смешарики» (2009) — говорящий бутерброд, Гусений (новый сезон)
21. «Котополис» (2008) — студент

Дубляж и закадровое озвучивание
Фильмы
Пол Дано
1. «Руби Спаркс» (2012) — Кельвин[3]
2. «Нефть» (2007) — Пол Сандей / Илай Сандей[3]

Другие фильмы
1. «Звёздные войны: Пробуждение силы» (2015) — генерал Хакс (Донал Глисон)[4]
2. «Облачный атлас» (2012) — Рафаэль, юнга / Роберт Фробишер / продавец пластинок / Жоржетта, жена Денхольма Кавендиша / соплеменник Захри Бейли (Бен Уишоу)[3]
3. «Соломенные псы» (2011) — Дэвид Самнер (Джеймс Марсден)[3]
4. «Последнее воскресение» (2009) — Валентин Фёдорович Булгаков (Джеймс Макэвой)[3]
5. «Район № 9» (2009) — Викус ван де Мерве (Шарлто Копли)[3]
6. «Анаконда 2: Охота за проклятой орхидеей» (2004) — Коул Бёррис (Юджин Бёрд)[3]
7. «Клад» (2003) — Стэнли Илнэтс IV / «Пещерный человек» (Шайа Лабаф)[1]

Мультфильмы и мультсериалы
1. «Мадагаскар 3» (2012) — король лемуров Джулиан[3]
2. «Как приручить дракона» (2010) — Иккинг Кровожадный Карасик III[3]
3. «Мультачки: Байки Мэтра» (2009—2013) — Молния Маккуин[3]
4. «Мадагаскар 2» (2008) — король лемуров Джулиан[3]
5. «ВАЛЛ-И» (2008) — ВАЛЛ-И[1]
6. «Не бей копытом» (2004) — Брык[3]